# Gad 250
Motocykl GAD 250 – motocykl sportowy opracowany i wykonany w warsztatach doświadczalnych PZM w Warszawie. Prace nad tym motocyklem rozpoczęto w 1952 r. Do budowy wykorzystano podwozie czeskiej Jawy 350 typ 18, natomiast silnik był konstrukcją inż. Stefana Gajęckiego. Był to silnik projektowany do łodzi wyścigowych. Układ korbowo-tłokowy silnika Gad 250 połączono z kadłubem silnika Jawy. Silnik chłodzony był cieczą, a jego moc wynosiła około 11,7KW (16KM). Zespolony był z wielotarczowym sprzęgłem mokrym i czterobiegową skrzynią biegów. Napęd przenoszony był łańcuchem.
Pojazd wykorzystano jesienią 1953 r. pod Warszawą do pierwszej po wojnie próbie bicia rekordu Polski.